# Піттсфілд (Вермонт)
Піттсфілд (англ. Pittsfield) — місто (англ. town) в США, в окрузі Ратленд штату Вермонт. Населення — 504 особи (2020).

## Демографія
Згідно з переписом 2010 року, у місті мешкало 546 осіб у 245 домогосподарствах у складі 150 родин. Було 435 помешкань
Расовий склад населення:
| - 98,2 % — білих - 0,9 % — азіатів - 0,4 % — чорних або афроамериканців |

До двох чи більше рас належало 0,4 %. Частка іспаномовних становила 0,9 % від усіх жителів.
За віковим діапазоном населення розподілялося таким чином: 18,1 % — особи молодші 18 років, 64,9 % — особи у віці 18—64 років, 17,0 % — особи у віці 65 років та старші. Медіана віку мешканця становила 45,3 року. На 100 осіб жіночої статі у місті припадало 102,2 чоловіків;  на 100 жінок у віці від 18 років та старших — 106,9 чоловіків також старших 18 років.
Середній дохід на одне домашнє господарство  становив 62 292 долари США (медіана — 49 821), а середній дохід на одну сім'ю — 70 471 долар (медіана — 59 250). Медіана доходів становила 42 500 доларів для чоловіків та 27 083 долари для жінок. За межею бідності перебувало 10,0 % осіб, у тому числі 21,6 % дітей у віці до 18 років та 5,3 % осіб у віці 65 років та старших.
Цивільне працевлаштоване населення становило 250 осіб. Основні галузі зайнятості: мистецтво, розваги та відпочинок — 24,8 %, будівництво — 22,0 %, роздрібна торгівля — 16,0 %, освіта, охорона здоров'я та соціальна допомога — 13,2 %.